# Coombea
Coombea es un género con una sola especie (Coombea riparia) de plantas de flores de la familia Rutaceae. 